# Аббевилл (Луизиана)
А́ббевилл (англ. Abbeville) — город в США на юге штата Луизиана, 12 257 жителей (2010). Административный центр прихода Вермилион, расположен на реке Вермилион.
Расположен в 26 км к северу от залива Вермилион, являющегося частью Мексиканского залива; имеет доступ к Береговому каналу.
Основан миссионером-капуцином в 1843, первоначально назывался Ля-Шапель и создавался по образцу французских деревень (застраивался вокруг часовни, сгоревшей в 1854). Статус города с 1850. Основное население составляли переселенцы из канадской Акадии и выходцы из стран Средиземноморья; находится в сердце Края Каджунов. Торговый центр сельскохозяйственного района (рис, сахарный тростник и др.). В городе развиты рыбные промыслы, производство молочных продуктов, морепродуктов, мяса. Вблизи расположены месторождения природного газа и нефти. Среди достопримечательностей — старинная часть города, Музей истории Акадии, театр «Эбби плэйерс».